# من مال تو هستم، عزیزم
«من مال تو هستم، عزیزم» (انگلیسی: Hum Tumhare Hain Sanam) یا شکاک فیلمی هندی است که در سال ۲۰۰۲ منتشر شد. از بازیگران آن می‌توان به سلمان خان، شاهرخ خان، مدوری دیکشیت، آتول آگنیهوتری، سومان رانگاناتان و آیشواریا رای اشاره کرد.

## داستان
سوراج(سلمان خان) و رادا(مادهوری دیکشیت) از دوران کودکی با هم دوست هستند و روابط آن‌ها با یکدیگر مثل خواهر و برادر می‌باشد. سوراج خواننده مشهور و موفقی شده‌است پس از مدتی رادا با مردی به نام گوپال(شاهرخ خان) ازدواج می‌کند، گوپال آدم شکاک و بدبینی است دیدن روابط دوستانه و صمیمی رادا و سوراج موجب این می‌گردد تا حسادت او برانگیخته شود و به تدریج به همسرش شک می‌کند در حالی که سوراج عاشق دختری به نام سومان(آیشواریا رای) است و برای او رادا فقط مثل یک خواهر و یک دوست می‌ماند. وقتی رادا و گوپال قرار است به سوئیس بروند و گوپال می‌فهمد سوراج هم آن جاست مقصد سفرشان را تغییر می‌دهد.
تلفن‌های هر روز بین سوراج و رادا باعث عصبانیت گوپال می‌شود و همچنین بدبینی و شک گوپال ادامه پیدا می‌کند و او رادا را از خانه خود بیرون می‌کند و چندی بعد درخواست طلاق می‌دهد. سوراج هرچه از رادا می‌پرسد که دلیل این اتفاق چیست او جواب نمی‌دهد بری همین سوراج به دیدن گوپال می‌رود ودلیل را می‌پرسد، اما گوپال بسیار عصبانی است و حتی یک اسلحه با خود همراه دارد و سوراج را تهدید می‌کند ولی در بین حرف‌هایش دلیل شک خود را می‌گوید و سوراج پی می‌برد که در رفتارش اشتباه کرده و باعث سوءتفاهم شده‌است.
مدتی بعد سوراج برنده جایزه بهترین خواننده می‌شود وقتی به دیدن رادا می‌رود و از او می‌پرسد چرا برد او را تبریک نگفته‌است، رادا می‌گوید لطفاً دیگر به دیدن من نیا. سوراج که خود را مقصر می‌داند از سومان که نامزدش است می‌خواهد به دیدن گوپال برود و مانع جدایی آن‌ها از هم شود. سومان به دیدن گوپال می‌رود و می‌گوید که گوپال آدم شکاک وبدی است او می‌گوید با اینکه نابینا است اما به سوراج اعتماد دارد. باشنیدن این حرفها گوپال متحول می‌شود و به دیدن رادا می‌رود و با او آشتی می‌کند و رادا را به خانه بازمی‌گرداند. همچنین گوپال و رادا در مراسم اهدای جایزه به سوراج حضور می‌یابند و بدین ترتیب سوءتفاهم بین سوراج و گوپال رفع می‌شود.